# 兩湖總師範學堂

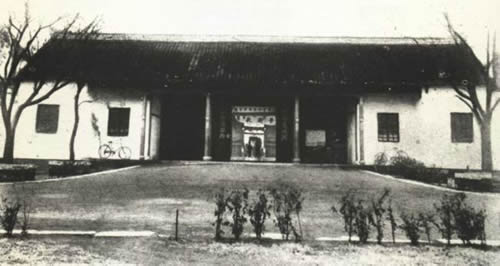
湖北省立医学院实习医院大门，两湖书院原址

兩湖總師範學堂，简称两湖總師、兩湖師範，是清末張之洞創辦的新式學堂，位於武昌營坊口都司湖畔。清光緒二十八年（1902年），創辦於光緒二十六年（1890年）的兩湖書院、創辦於明代萬曆年間的江漢書院、創辦於清同治八年（1869年）原名文昌書院的經心書院合併，改為兩湖大學堂。光緒三十年（1904年），兩湖大學堂改稱兩湖文高等學堂。清末廢除科舉，光緒三十二年（1906年），湖廣總督張之洞改兩湖文高等學堂為兩湖總師範學堂。後因辛亥革命停辦。
兩湖總師範學堂前身為兩湖文高等學堂、兩湖大學堂、兩湖書院以及經心書院和江漢書院。光緒三十二年（1906年），湖廣總督張之洞撥款四萬三千兩，和梁鼎芬、胡鈞等將兩湖文高等學堂改建為兩湖總師範學堂。

## 著名人物
两湖學堂包括前兩湖書院知名师生有革命家唐才常、黄兴、何成浚、章士釗、法学家张知本、教育家张继煦、胡钧、方志学家王葆心等。

## 辛亥革命後的變遷
辛亥革命爆發後，兩湖總師範學堂停辦。位於武昌營坊口都司湖畔（現武漢文明路一帶）的校舍一度為鄂軍政府交通司駐地。
- 兩湖優級師範停辦後，民國2年（1913年），重建學區最高學府武昌高等師範。民國12年（1923年）國立武昌高等師範學校改為國立武昌師範大學，民國13年（1924年）改為國立武昌大學，民國15年（1926年）1926年合併改組國立武昌中山大學，次年改為國立武漢大學，後演變今武漢大學。
- 兩湖初級師範停辦後，民國2年（1913年），在兩湖師範學堂舊址建湖北省立第一師範學校及附屬實驗小學，民國16年（1927年）併入湖北省立第一中學成為師範部，後師範獨立，至抗戰勝利後改為湖北省立武昌師範學校，後演變今武汉城市职业学院（页面存档备份，存于）。
- 兩湖總師範學堂附屬兩等小學，後演變為今湖北省武昌實驗小學，現位於原址。
- 民國元年(1912年)，在兩湖總師校舍設私立英文館，次年改名外國語學院，再一年命名為湖北外國語專門學校，民國11年（1922年）遷至南湖，民國13年（1924年）易名武昌文科大學，民國16年（1927年）和國立武昌大學等合併成立國立武昌中山大學，後演變今武漢大學。
- 民國9年（1920年），在兩湖師範即兩湖書院舊址開辦私立武昌專科藝術學校，後演變為今武漢音樂學院，現位於原址。
- 民國10年（1921年）9月，陳雨蒼在兩湖學堂校址創辦湖北省立醫科專門學校，民國13年（1924年）改為湖北省立醫科大學，民國16年（1927年）和國立武昌大學等合併成立國立武昌中山大學，後演變今武漢大學。
- 民國15年（1926年）10月，國民黨中央決定在兩湖校址設政治訓練班，後改辦中央軍事政治學校政治科，後將黃埔第五期政治科學員移往武昌就讀。同12月，又決定將黃埔五期炮兵、工兵科移來武昌就讀，民國16年（1927年）1月改名為中央軍事政治學校武漢分校。
- 民國19年（1930年），在兩湖校址東部房屋建立湖北省立武昌高級中學。
- 民國35年（1946年），民國32年創辦于鄂西的湖北省立醫學院遷回武漢以兩湖校址內前湖北省立醫科大學舊址為校舍，並設附屬醫院和省立醫事職業中學，中華人民共和國成立後改組為湖北醫學院和附屬第一醫院，後合併演變為今武漢大學醫學部和附屬人民醫院（武汉大学人民醫院），現位於两湖书院原址。
- 抗戰勝利後，兩湖校址曾設國立體育師範專科學校，後停辦。
- 私立育傑中學等也曾在兩湖師範舊址即兩湖書院舊址辦學。